# Mistrzostwa Europy w Pływaniu na krótkim basenie 2023
26. Mistrzostwa Europy w Pływaniu na krótkim basenie odbyły się w dniach 5–10 grudnia 2023 roku w mieście Otopeni.

## Medaliści

### Mężczyźni
| Konkurencja                            | Złoto | Złoto    | Srebro | Srebro   | Brąz | Brąz     |
| Konkurencja                            | Zawodnik | Czas     | Zawodnik | Czas     | Zawodnik | Czas     |
| Styl dowolny                           | |          | |          | |          |
| 50 metrów                              | Benjamin Proud · Wielka Brytania | 20,18    | Florent Manaudou · FrancjaSzebasztián Szabó · Węgry | 20,74    | [ a ] | [ a ]    |
| 100 metrów                             | Maxime Grousset · Francja | 45,46    | Alessandro Miressi · Włochy | 45,51    | David Popovici · Rumunia                                                                                                | 46,05    |
| 200 metrów                             | Matthew Richards · Wielka Brytania | 1:41,01  | James Guy · Wielka Brytania | 1:41,12  | Danas Rapšys · Litwa | 1:41,15  |
| 400 metrów                             | Daniel Wiffen · Irlandia | 3:35,47  | Danas Rapšys · Litwa | 3:37,80  | Lucas Henveaux · Francja                                                                                                | 3:37,91  |
| 800 metrów                             | Daniel Wiffen · Irlandia | 7:20,46  | David Aubry · Francja | 7:30,32  | Mychajło Romanczuk · Ukraina                                                                                            | 7:31,20  |
| 1500 metrów                            | Daniel Wiffen · Irlandia | 14:09,11 | David Aubry · Francja | 14:21,78 | Mychajło Romanczuk · Ukraina                                                                                            | 14:22,18 |
| Styl grzbietowy                        | |          | |          | |          |
| 50 metrów                              | Mewen Tomac · Francja | 22,84    | Ole Braunschweig · Niemcy | 23,00    | Lorenzo Mora · WłochyThierry Bollin · Szwajcaria                                                                        | 23,10    |
| 100 metrów                             | Mewen Tomac · Francja | 49,72    | Yohann Ndoye-Brouard · Francja | 49,96    | Lorenzo Mora · WłochyAndrei Ungur · Rumunia                                                                             | 50,04    |
| 200 metrów                             | Lorenzo Mora · Włochy | 1:48,43  | Luke Greenbank · Wielka Brytania | 1:48,53  | Mewen Tomac · Francja                                                                                                   | 1:48,55  |
| Styl klasyczny                         | |          | |          | |          |
| 50 metrów                              | Nicolò Martinenghi · Włochy | 25,66    | Simone Cerasuolo · Włochy | 25,83    | Huseyin Emre Sakci · Turcja                                                                                             | 25,90    |
| 100 metrów                             | Arno Kamminga · Holandia | 56,52    | Nicolò Martinenghi · Włochy | 56,57    | Caspar Corbeau · Holandia                                                                                               | 56,66    |
| 200 metrów                             | Caspar Corbeau · Holandia | 2:02,41  | Anton McKee · Islandia | 2:02,74  | Arno Kamminga · Holandia                                                                                                | 2:03,32  |
| Styl motylkowy                         | |          | |          | |          |
| 50 metrów                              | Noè Ponti · Szwajcaria | 21,79    | Szebasztián Szabó · Węgry | 21,96    | Maxime Grousset · Francja                                                                                               | 22,06    |
| 100 metrów                             | Noè Ponti · Szwajcaria | 48,47    | Maxime Grousset · Francja | 49,00    | Jacob Peters · Wielka Brytania                                                                                          | 49,98    |
| 200 metrów                             | Noè Ponti · Szwajcaria | 1:49,71  | Alberto Razzetti · Włochy | 1:50,10  | Richárd Márton · Węgry                                                                                                  | 1:52,12  |
| Styl zmienny                           | |          | |          | |          |
| 100 metrów                             | Bernhard Reitshammer · Włochy | 51,39    | Noè Ponti · Szwajcaria | 51,62    | Andreas Wazeos · Grecja                                                                                                 | 51,91    |
| 200 metrów                             | Duncan Scott · Wielka Brytania | 1:50,98  | Alberto Razzetti · Włochy | 1:53,09  | Danas Rapšys · Litwa | 1:53,49  |
| 400 metrów                             | Alberto Razzetti · Włochy | 3:57,01  | Duncan Scott · Wielka Brytania | 4:00,17  | Apostolos Papastamos · Grecja                                                                                           | 4:05,19  |
| Sztafety                               | |          | |          | |          |
| Sztafeta 4 × 50 metrów stylem dowolnym | Wielka Brytania · Benjamin Proud (20,56) · Matthew Richards (20,50) · Alexander Cohoon (20,99) · Lewis Burras (20,47) · Duncan Scott           | 1:22,52  | Włochy · Leonardo Deplano (21,05) · Lorenzo Zazzeri (20,50) · Thomas Ceccon (20,98) · Alessandro Miressi (20,61) · Giovanni Izzo                                        | 1:23,14  | Grecja · Kristian Gołomeew (21,15) · Stergios Marios Bilas (21,02) · Apostolos Christu (20,58) · Andreas Wazeos (20,52) | 1:23,27  |
| Sztafeta 4 × 50 metrów stylem zmiennym | Włochy · Lorenzo Mora (22,98) · Nicolò Martinenghi (25,32) · Thomas Ceccon (22,05) · Lorenzo Zazzeri (20,43) · Federico Poggio · Giovanni Izzo | 1:30,78  | Wielka Brytania · Oliver Morgan (23,48) · Archie Goodburn (26,20) · Jacob Peters (22,20) · Matthew Richards (20,72) · Jonathon Adam · Edward Mildred · Alexander Cohoon | 1:32,60  | Holandia · Jesse Puts (24,53) · Caspar Corbeau (25,50) · Sean Niewold (22,39) · Kenzo Simons (20,61) · Thom de Boer     | 1:33,03  |

### Kobiety
| Konkurencja                            | Złoto | Złoto    | Srebro | Srebro   | Brąz | Brąz        |
| Konkurencja                            | Zawodniczka | Czas     | Zawodniczka | Czas     | Zawodniczka | Czas        |
| Styl dowolny                           | |          | |          | |             |
| 50 metrów                              | Michelle Coleman · Szwecja | 23,52    | Béryl Gastaldello · Francja | 23,71    | Julie Kepp Jensen · Dania | 23,89       |
| 100 metrów                             | Béryl Gastaldello · Francja | 51,48    | Anna Hopkin · Wielka Brytania | 51,66    | Freya Anderson · Wielka Brytania | 52,10       |
| 200 metrów                             | Freya Anderson · Wielka Brytania | 1:52,16  | Barbora Seemanová · Czechy | 1:52,66  | Freya Colbert · Wielka Brytania | 1:54,07     |
| 400 metrów                             | Simona Quadarella · Włochy | 3:59,50  | Anastasija Kirpicznikowa · Francja | 3:59,56  | Valentine Dumont · Belgia | 4:00,84     |
| 800 metrów                             | Anastasija Kirpicznikowa · Francja | 8:08,48  | Simona Quadarella · Włochy | 8:14,83  | Ajna Késely · Węgry | 8:18,73     |
| 1500 metrów                            | Anastasija Kirpicznikowa · Francja | 15:20,12 | Simona Quadarella · Włochy | 15:37,05 | Ajna Késely · Węgry | 15:51,34    |
| Styl grzbietowy                        | |          | |          | |             |
| 50 metrów                              | Kira Toussaint · Holandia | 25,82    | Louise Hansson · Szwecja | 26,23    | Analia Pigrée · Francja | 26,28       |
| 100 metrów                             | Kira Toussaint · Holandia | 55,88    | Medi Harris · Wielka Brytania | 56,81    | Mary-Ambre Moluh · Francja | 57,10       |
| 200 metrów                             | Medi Harris · Wielka Brytania | 2:02,45  | Katie Shanahan · Wielka Brytania | 2:03,22  | Pauline Mahieu · Francja | 2:03,90     |
| Styl klasyczny                         | |          | |          | |             |
| 50 metrów                              | Benedetta Pilato · Włochy | 28,86    | Eneli Jefimova · Estonia | 29,12    | Jasmine Nocentini · Włochy | 29,41       |
| 100 metrów                             | Eneli Jefimova · Estonia | 1:03,21  | Benedetta Pilato · Włochy | 1:03,76  | Tes Schouten · Holandia | 1:04,04     |
| 200 metrów                             | Tes Schouten · Holandia | 2:16,09  | Thea Blomsterberg · Dania | 2:19,54  | Kristýna Horská · Czechy | 2:19,63     |
| Styl motylkowy                         | |          | |          | |             |
| 50 metrów                              | Ana Dundunaki · GrecjaTessa Giele · Holandia | 25,10    | [ a ] | [ a ]    | Sara Junevik · Szwecja | 25,16       |
| 100 metrów                             | Louise Hansson · Szwecja | 55,37    | Angelina Köhler · Niemcy | 55,50    | Ana Dundunaki · Grecja | 55,98       |
| 200 metrów                             | Angelina Köhler · Niemcy | 2:03,30  | Helena Rosendahl Bach · Dania | 2:03,86  | Lana Pudar · Bośnia i Hercegowina | 2:04,55 EJR |
| Styl zmienny                           | |          | |          | |             |
| 100 metrów                             | Charlotte Bonnet · Francja | 57,47    | Béryl Gastaldello · Francja | 57,67    | Louise Hansson · Szwecja | 58,33       |
| 200 metrów                             | Abbie Wood · Wielka Brytania | 2:05,58  | Charlotte Bonnet · Francja | 2:06,58  | Lena Kreundl · Austria | 2:06,89     |
| 400 metrów                             | Abbie Wood · Wielka Brytania | 4:27,45  | Freya Colbert · Wielka Brytania | 4:29,04  | Ellen Walshe · Irlandia | 4:29,64     |
| Sztafety                               | |          | |          | |             |
| Sztafeta 4 × 50 metrów stylem dowolnym | Szwecja · Sara Junevik (24,31) · Michelle Coleman (23,29) · Louise Hansson (23,95) · Sofia Åstedt (24,05) · Klara Thormalm · Hanna Bergman                   | 1:35,60  | Włochy · Silvia Di Pietro (24,39) · Costanza Cocconcelli (24,21) · Chiara Tarantino (24,20) · Sara Curtis (24,12)                        | 1:36,92  | Wielka Brytania · Anna Hopkin (23,97) · Freya Anderson (24,23) · Lucy Hope (24,49) · Medi Harris (24,50)                                                         | 1:37,19     |
| Sztafeta 4 × 50 metrów stylem zmiennym | Szwecja · Louise Hansson (26,47) · Sophie Hansson (28,96) · Sara Junevik (24,76) · Michelle Coleman (23,07) · Klara Thormalm · Emmy Hällkvist · Sofia Åstedt | 1:43,26  | Włochy · Costanza Cocconcelli (26,87) · Benedetta Pilato (28,75) · Silvia Di Pietro (25,19) · Jasmine Nocentini (23,16) · Anita Bottazzo | 1:43,97  | Wielka Brytania · Kathleen Dawson (26,97) · Imogen Clark (28,66) · Keanna Macinnes (25,69) · Anna Hopkin (23,35) · Kara Hanlon · Laura Stephens · Freya Anderson | 1:44,67     |

### Sztafety mieszane
| Konkurencja                   | Złoto | Złoto   | Srebro | Srebro  | Brąz | Brąz    |
| Konkurencja                   | Zawodnik / Zawodniczka | Czas    | Zawodnik / Zawodniczka | Czas    | Zawodnik / Zawodniczka | Czas    |
| 4 × 50 metrów stylem dowolnym | Wielka Brytania · Benjamin Proud (20,39) · Lewis Burras (20,69) · Anna Hopkin (22,95) · Freya Anderson (23,72) · Alexander Cohoon · Lucy Hope | 1:27,75 | Włochy · Alessandro Miressi (20,87) · Lorenzo Zazzeri (20,48) · Jasmine Nocentini (23,39) · Silvia di Pietro (23,54) · Leonardo Deplano · Giovanni Izzo · Sara Curtis | 1:28,28 | Francja · Maxime Grousset (21,04) · Florent Manaudou (20,50) · Charlotte Bonnet (23,54) · Beryl Gastaldello (23,27) · Stanislas Huilee · Analia Pigree · Pauline Mahieu | 1:28,35 |
| 4 × 50 metrów stylem zmiennym | Włochy · Lorenzo Mora (23,01) · Nicolo Martinenghi (24,87) · Silvia di Pietro (25,32) · Jasmine Nocentini (23,38)                             | 1:36,58 | Francja · Mewen Tomac (22,83) · Florent Manaudou (25,70) · Beryl Gastaldello (24,92) · Charlotte Bonnet (23,69)                                                       | 1:37,14 | Holandia · Kira Toussaint (26,17) · Caspar Corbeau (25,83) · Tessa Giele (25,30) · Kenzo Simons (20,56)                                                                 | 1:37,86 |

## Klasyfikacja medalowa
*   Gospodarz ( Rumunia)
| Miejsce | Reprezentacja        | Złoto | Srebro | Brąz | Razem |
| ------- | -------------------- | ----- | ------ | ---- | ----- |
| 1       | Wielka Brytania      | 9     | 8      | 6    | 23    |
| 2       | Włochy               | 7     | 12     | 3    | 22    |
| 3       | Francja              | 7     | 10     | 6    | 23    |
| 4       | Holandia             | 6     | 0      | 5    | 11    |
| 5       | Szwecja              | 4     | 1      | 2    | 7     |
| 6       | Szwajcaria           | 3     | 1      | 1    | 5     |
| 7       | Irlandia             | 3     | 0      | 1    | 4     |
| 8       | Niemcy               | 1     | 2      | 0    | 3     |
| 9       | Estonia              | 1     | 1      | 0    | 2     |
| 10      | Grecja               | 1     | 0      | 4    | 5     |
| 11      | Austria              | 1     | 0      | 1    | 2     |
| 12      | Węgry                | 0     | 2      | 3    | 5     |
| 13      | Dania                | 0     | 2      | 1    | 3     |
| 14      | Litwa                | 0     | 1      | 2    | 3     |
| 15      | Czechy               | 0     | 1      | 1    | 2     |
| 16      | Islandia             | 0     | 1      | 0    | 1     |
| 17      | Belgia               | 0     | 0      | 2    | 2     |
| 17      | Ukraina              | 0     | 0      | 2    | 2     |
| 17      | Rumunia*             | 0     | 0      | 2    | 2     |
| 20      | Bośnia i Hercegowina | 0     | 0      | 1    | 1     |
| 20      | Turcja               | 0     | 0      | 1    | 1     |
| Razem   | Razem                | 43    | 42     | 44   | 129   |